# Trichaeta elongimacula
Trichaeta elongimacula là một loài bướm đêm thuộc phân họ Arctiinae, họ Erebidae.